# Sonda
Sonda är en småköping (estniska: alevik) i Lüganuse kommun i landskapet Ida-Virumaa i nordöstra Estland. Orten ligger cirka 120 kilometer öster om huvudstaden Tallinn på en höjd av 76 meter över havet och antalet invånare är 425.
Före kommunreformen 2017 utgjorde Sonda centralort i dåvarande Sonda kommun.

## Geografi
Terrängen runt Sonda är platt. Runt Sonda är det glesbefolkat, med 8 invånare per kvadratkilometer. Närmaste större samhälle är Kiviõli, 7,7 km öster om Sonda. I omgivningarna runt Sonda växer i huvudsak blandskog.